# 松倉悦郎
松倉 悦郎（まつくら えつろう、1946年（昭和21年）1月24日 - ）は、元フジテレビアナウンサー。アナウンサーを辞めてから浄土真宗本願寺派の僧侶を務めた。僧としての名は「結城思聞（ゆうき・しもん）」。仏教学者の結城令聞は義父にあたる。

## 来歴・人物
埼玉県出身。早稲田中学校・高等学校を経て、早稲田大学第一文学部を卒業した。早大時代はハワイアンバンド「ナレオ・ハワイアンズ」の司会者を務め、当時モダンジャズ研究会で同じく司会者を務めていたタモリにアナウンスの指導を行ったとされる。大学では板倉俊彦（毎日放送アナウンサー）や原國雄（福島テレビアナウンサー）らと同級生であった。
大学卒業後の1968年、フジテレビに入社した。入社後はプロ野球、バレーボールなどスポーツ中継を担当するかたわら、「3時のあなた」や「小川宏ショー」の司会を担当した。明治神宮野球場や横浜スタジアムの読売ジャイアンツ戦のメイン実況アナウンサーでもあった。
2002年1月31日、フジテレビを依願退職し、妻の結城亮子（雅亮）の実家である兵庫県姫路市の不動山善教寺（浄土真宗本願寺派）の僧侶となり、義父の後暫定的に住職を務めていた亮子（雅亮）から住職の座を継いだ。
フジテレビでの同期入社はアナウンサーでは逸見政孝、山川建夫、小林節子、竹下典子、山根佳代子、他職では坂井義則、須賀勝彌などがいる。逸見の臨終を看取ったことでも知られ、逸見の葬儀では弔辞を読んだ。退社後も同職の傍ら、アナウンサーとしての経験（ワイドショー司会、スポーツ実況）などから講演活動を行うことも多かった。
その後、認知症の進行により住職を務めることが難しくなり、前住職で妻の亮子（雅亮）が復帰した。

## 出演番組
報道・情報番組（スポーツジャンルを除く）
| 期間         | 期間          | 番組名                                | 役職                  | 担当日 |
| ------------ | ------------- | ------------------------------------- | --------------------- | ------ |
| 1972年4月3日 | 1975年10月3日 | 小川宏ショー                          | 司会                  | 平日   |
| 1976年10月   | 1977年3月31日 | FNNニュース7:30                       | キャスター            | 平日   |
| 1978年4月7日 | 1980年3月28日 | 3時のあなた                           | 司会                  | 金曜日 |
| 1982年4月1日 | 1984年3月30日 | FNNモーニングワイド ニュース&スポーツ | スポーツキャスター    | 平日   |
| 1992年4月1日 | 1993年3月31日 | モーニングLIVE                        | 『スポーツ一番!』担当 | 平日   |

スポーツジャンル番組
- プロ野球ニュース

## スポーツ中継で実況を担当した試合
- 1985年の日本シリーズ・西武対阪神第2戦（ランディ・バースのシリーズ2試合連続ホームラン）
- 1986年の日本シリーズ・西武対広島第5戦（工藤公康のサヨナラヒット）
- 1989年10月12日の西武対近鉄ダブルヘッダー第1試合でのラルフ・ブライアントの3打席連続ホームラン。
- 1992年の日本シリーズ・ヤクルト対西武第1戦（杉浦享の代打満塁サヨナラホームラン）
- 1993年の日本シリーズ・ヤクルト対西武第3戦

## 書籍
- 『値遇（ちぐう）〜私を変えた仏縁・人縁〜』ソニー・マガジンズ、2004年3月。ISBN 978-4789721943。